# Heather Matarazzo

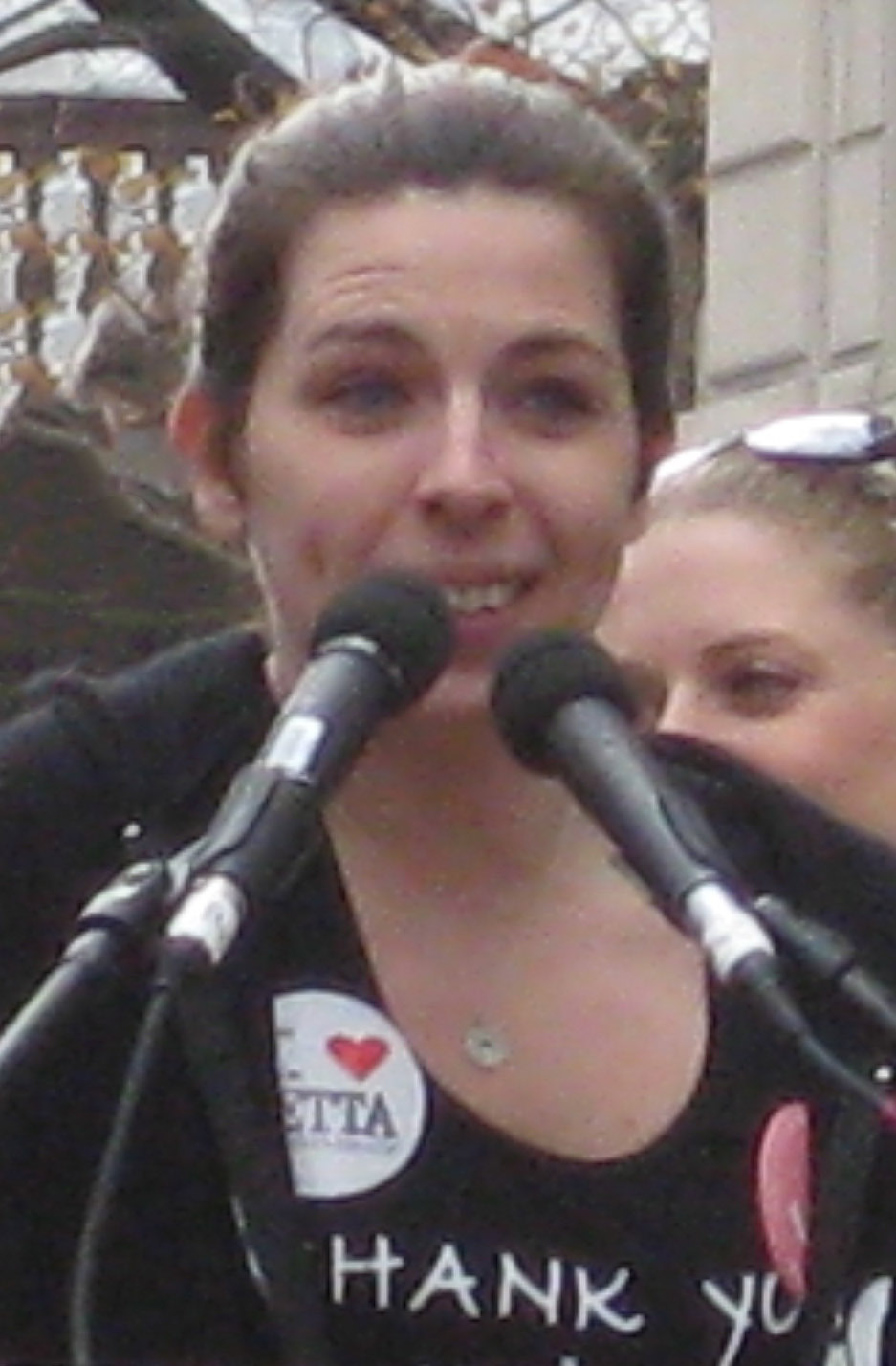
Heather Matarazzo (2008)

Heather Amy Matarazzo (* 10. November 1982 auf Long Island, New York) ist eine US-amerikanische Schauspielerin.

## Leben
Matarazzo wurde auf Long Island geboren und ist dort auch aufgewachsen. Sie ist irischer Herkunft und wurde von einem Ehepaar italienischer Herkunft adoptiert und katholisch erzogen. Sie besuchte die Oyster Bay High School und hatte 2004 ihr Coming Out.
Ihren Durchbruch als Schauspielerin hatte sie als geekiges Mädchen im Film Willkommen im Tollhaus. Eine weitere bekannte Rolle von ihr ist die Figur der Lilly im Film Plötzlich Prinzessin und dessen Fortsetzung Plötzlich Prinzessin 2. Des Weiteren spielte sie in Filmen wie Das sexte Semester, Scream 3, Saved! – Die Highschool-Missionarinnen und in der Rolle der Lorna in Hostel 2 mit.

## Filmografie (Auswahl)
Filme
- 1995: Willkommen im Tollhaus (Welcome to the Dollhouse)
- 1997: Hurricane
- 1997: Im Auftrag des Teufels (The Devil’s Advocate)
- 1998: Strike – Mädchen an die Macht! (All I Wanna Do)
- 1998: Studio 54 (54)
- 1999: Unantastbar – Unsere ehrwürdigen Söhne (Our Guys: Outrage at Glen Ridge, Fernsehfilm)
- 2000: Scream 3
- 2001: Plötzlich Prinzessin (The Princess Diaries)
- 2002: St. Sass (Fernsehfilm)
- 2002: Das sexte Semester (Sorority Boys)
- 2003: The Pink House
- 2004: Saved! – Die Highschool-Missionarinnen (Saved!)
- 2004: Home of Phobia
- 2004: Plötzlich Prinzessin 2 (The Princess Diaries 2: Royal Engagement)
- 2005: Believe In Me
- 2007: Hostel 2 (Hostel: Part II)
- 2011: Mangus!
- 2015: Sisters
- 2018: Don’t Worry, weglaufen geht nicht (Don’t Worry, He Won’t Get Far on Foot)
- 2022: Scream
- 2023: The Mattachine Family

Fernsehserien
- 1993: Pete & Pete (The Adventures of Pete and Pete, 2 Folgen)
- 1996: Townies (4 Folgen)
- 1997: Roseanne (4 Folgen)
- 1998, 2008: Law & Order (2 Folgen, verschiedene Rollen)
- 2000: Strangers with Candy (eine Folge)
- 2006–2009: Exes and Ohs (8 Folgen)
- 2007: The L Word – Wenn Frauen Frauen lieben (The L Word, 4 Folgen)
- 2008: Life on Mars (eine Folge)
- 2015: Grey’s Anatomy (2 Folgen)
- 2025: Wednesday (3 Folgen)